# Planeta zewnętrzna
Planeta zewnętrzna – planeta, której orbita leży w zewnętrznym obszarze rozpatrywanego systemu planetarnego. W Układzie Słonecznym granicą części "wewnętrznej" i "zewnętrznej" jest pas planetoid, planetami zewnętrznymi są więc wszystkie planety-olbrzymy: Jowisz, Saturn, Uran i Neptun.
Planety skaliste Układu Słonecznego znajdują się w obrębie pasa planetoid, są więc planetami wewnętrznymi.